# Mark Sampson
Mark Sampson (* 18. Oktober 1982 in Cardiff) ist ein walisischer Fußballtrainer.

## Karriere
Sampson betreute ab dem Jahr 2009 den englischen Erstligisten Bristol Academy WFC, mit dem er zweimal das Finale des FA Women’s Cup erreichte und im Jahr 2013 den Gewinn der Vizemeisterschaft und die damit verbundene Qualifikation zur UEFA Women’s Champions League feiern konnte. Am 6. Dezember 2013 wurde er als neuer Cheftrainer der englischen Fußballnationalmannschaft vorgestellt, er folgte in dieser Funktion auf Hope Powell. Bei der Weltmeisterschaft 2015 erreichte er mit England den dritten Platz. Im September 2017 wurde er vom englischen Fußballverband entlassen.
Seit Sommer 2019 gehörte Sampson dem Trainerstab von Dino Maamria beim englischen Viertligisten FC Stevenage an. Nach nur drei Punkten aus den ersten sieben Spielen und der damit verbundenen Entlassung Maamrias übernahm Sampson am 9. September 2019 auf Interimsbasis den Trainerposten bei Stevenage. Mitte Dezember 2019 wurde Graham Westley zum neuen Cheftrainer bei Stevenage ernannt. Sampson hatte bis dahin aus 13 Ligaspielen 13 Punkte geholt, der Klub stand weiterhin auf den Abstiegsrängen.

## Erfolge
- 2013: Vizemeisterschaft in der FA WSL (Bristol Academy WFC)
- 2015: Dritter Platz bei der Weltmeisterschaft 2015 (England)